# Шахтарське (Синельниківський район)
Шахтарське — селище в Україні, Синельниківському районі Дніпропетровської області. Входить до складу Іларіонівської селищної громади. Населення за переписом 2001 року становить 798 осіб. До 2017 року орган місцевого самоврядування - Мар'ївська сільська рада.
19 липня 2020 року, в результаті адміністративно-територіальної реформи та ліквідації   Синельниківського (1923—2020) району, селище увійшло до складу новоутвореного Синельниківського району.

## Географія
Селище Шахтарське знаходиться за 1 км від лівого берега річки Ворона, нижче за течією на відстані 0,5 км розташоване село Мар'ївка. На відстані 1 км розташоване село Вербове. Поруч проходить автомобільна дорога М18 (E105).

## Населення

### Мова
Розподіл населення за рідною мовою за даними перепису 2001 року:
| Мова            | Кількість | Відсоток |
| --------------- | --------- | -------- |
| українська      | 668       | 83.71%   |
| російська       | 125       | 15.66%   |
| вірменська      | 3         | 0.37%    |
| білоруська      | 1         | 0.13%    |
| інші/не вказали | 1         | 0.13%    |
| Усього          | 798       | 100%     |

## Походження назви
На території України 4 населених пункти з назвою Шахтарське.
На території нинішнього селища було виявлено родовище бурого вугілля, планувалося будувати шахти і селище для шахтарів, але згодом виявилося, що вугілля дуже молоде. Селище на той час вже було побудоване і назване.

## Економіка
Синельниківська виправна колонія (№94).

## Об'єкти соціальної сфери
- Школа.
- Дитячий садочок.
- Амбулаторія.

## Інтернет-посилання
- Погода в селищі Шахтарське [Архівовано 20 грудня 2011 у Wayback Machine.]
- Про колонію [Архівовано 9 травня 2021 у Wayback Machine.]